# Ermita de Foix
L'Ermita de Foix és una església del municipi de Torrelles de Foix (Alt Penedès) inclosa en l'Inventari del Patrimoni Arquitectònic de Catalunya.

## Descripció
L'Ermita de Foix és una petita capella d'una sola nau, situada al peu del tossal de Foix, enmig d'un bosc. Té coberta de volta de canó i capçalera quadrada. La façana presenta una porta d'accés de tipologia neoclàssica, amb obertura rectangular flanquejada per pilastres i damunt la qual hi ha un frontó trencat i escut. A la part superior de la capella ha estat afegida una construcció, posteriorment en ruïnes. L'obra major és de carreus irregulars.

## Història
Sembla que l'ordre de construcció de la capella data del 1707, any que figura a la llinda de la porta d'accés, quan el coronel de la guàrdia de corpus, Ramon de Peguera, al servei de l'arxiduc Carles d'Àustria, la va fer bastir al lloc on segons la llegenda s'aparegué la Mare de Déu en una cova. Aquesta cavitat és oberta en el roquer que serveix de base a l'edifici. El 1936 fou incendiada.